# 佐竹義智 (東家)
佐竹 義智（さたけ よしとも）は、佐竹氏一門の佐竹東家第11代当主。

## 生涯
正徳4年（1714年）、佐竹義本の子として生まれる。寛延3年（1750年）、父の隠居により家督を相続する。甥の藩主佐竹義明に執政として仕えた。宝暦7年（1757年）、藩内で銀札発行派と反対派の対立から家中騒動となり、反対派の義智と義邦は発行派に謀反を企てていると讒訴され、藩主義明に謹慎を命じられた。後に訴えが嘘だと発覚すると謹慎を解かれ、発行派が騒動を企んだとして処罰された。騒動後に褒賞として500石の加増を受けた。明和6年（1769年）に56歳で死去した。長子の義武は既に死去していたために家督は当時、久保田藩重臣宇都宮家当主であった次男義路（初め宇都宮武綱）を貰い返して養子となって相続した。